# 이상길 (조선)
이상길(李尙吉, 1556년(명종 11년) ~ 1637년(인조 15년))은 조선 중기의 문신이다. 본관은 벽진(碧珍). 자는 사우(士祐), 호는 동천(東川), 시호는 충숙(忠肅)이다.

## 생애
1556년(조선 명종 11년)에 출생하여 18세인 선조 16년(1585년) 문과에 급제하였다. 그 후 사헌부 정언을 거쳐 선조 32년(1599년) 광주목사를 역임하였는데 이때 선정의 실적이 높게 평가되어 통정대부로 특진되었다. 그는 벼슬을 하는 동안 많은 공을 세워 평난공신을 비롯 호성, 정사, 진무 원종 등 여러 공신에 책봉되었다.
인조 23년(1636년)에는 그의 충성을 가상히 여겨 좌의정을 증직하고 강화도 충렬사에 위패를 봉안케하였다. 효종은 충숙공의 시호를 내렸으며, 헌종 7년(1666년)에는 부조묘를 하사하여 묘당 안에 영정을 봉안케 하였다. 묘당은 처음에 공이 거주하던 서울 가회동에 세웠는데 종손이 남원으로 이주함에 따라 순조 24년(1824년) 5월 2일 부조묘를 덕과면 사곡리로 옮겨 지금에 이르고 있다.

## 같이 보기
- 이상길 초상
- 충숙공 이상길 묘역
- 충렬사 (강화군)